# 上彼得拉利亚
上彼得拉利亚（義大利語：Petralia Soprana）是意大利西西里大区巴勒莫广域市的一个市镇。总面积56平方公里，人口3462人，人口密度61.8人/平方公里（2009年）。ISTAT代码为082055。